# Grevesmühlen
Grevesmühlen  est une ville allemande située en Mecklembourg-Poméranie-Occidentale. Elle était le chef-lieu de l'arrondissement du Mecklembourg-du-Nord-Ouest jusqu'à la réforme du 4 septembre 2011 où elle a été remplacée par Wismar.

## Jumelage
- Ahrensbök (Allemagne) depuis le 9 novembre 1990